# Ester Tuiksoo

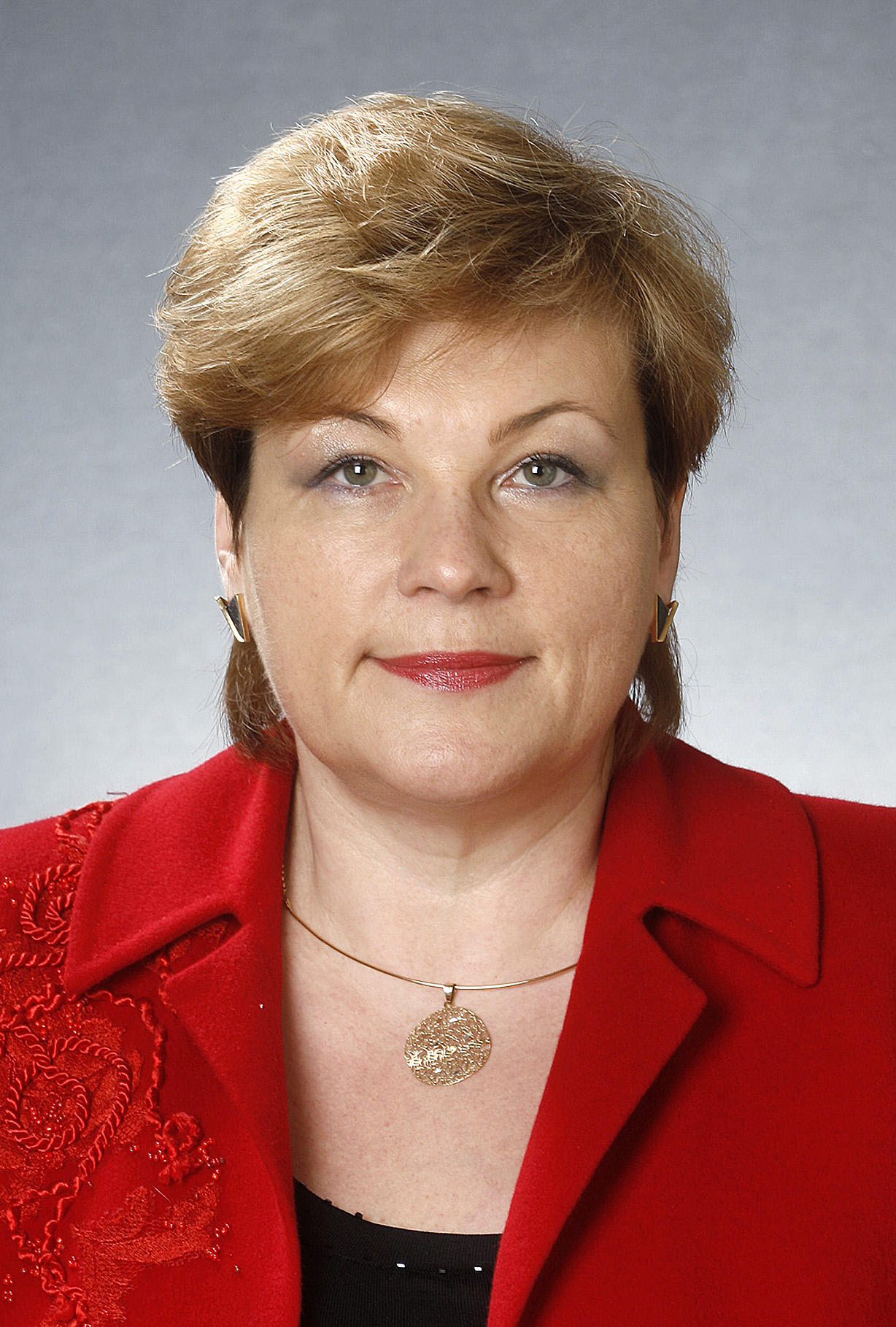
Ester Tuiksoo (2011)

Ester Tuiksoo (* 5. März 1965 in Põlva, Estnische SSR) ist eine estnische Politikerin.

## Leben
Ester Tuiksoo schloss 1963 die Mittelschule in Põlva ab. Bis 1990 studierte sie Handelsökonomie an der Staatlichen Universität Tartu. Anschließend war sie von 1990 bis 1996 im Einzelhandel tätig. Von 1996 bis 2004 war Tuiksoo bei der estnischen Landwirtschaftskammer (Põllumajandus-Kaubanduskoda) beschäftigt, deren Vorstandsvorsitzende sie von 2001 bis 2004 war. Daneben war sie auch politisch tätig.
Von 1994 bis 2000 war Tuiksoo Mitglied der liberalen Estnischen Reformpartei (Eesti Reformierakond), bevor sie sich der agrarisch orientierten Estnischen Volksunion (Eestimaa Rahvaliit) anschloss.
Von 2004 bis 2005 bekleidete Ester Tuiksoo das Amt der estnischen Landwirtschaftsministerin im Kabinett von Ministerpräsident Juhan Parts und von 2005 bis 2007 im Kabinett von Ministerpräsident Andrus Ansip. Seit 2007 ist sie Abgeordnete im estnischen Parlament (Riigikogu).
Vom 12. November 2010 bis zum 1. Juli 2014 gehörte Tuiksoo der Estnischen Zentrumspartei an.